# 1632 az irodalomban
Az 1632. év az irodalomban.

## Publikációk
- Comenius: Didactica magna
- Galileo Galilei: Dialogo sopra i due massimi sistemi del mondo (Párbeszédek a két legnagyobb világrendszerről), a ptolemaiosziról és a kopernikusziról.

## Születések
- augusztus 29. – John Locke angol filozófus († 1704)
- november 24. – Baruch Spinoza holland filozófus († 1677)

## Halálozások
- január – Al-Makkari kora újkori arab történetíró († 1578)
- február 23. – Giambattista Basile olasz költő, író, udvaronc (* 1585 körül)
- augusztus 25. – Thomas Dekker angol író, drámaíró (* 1572 körül)